# فرانسيس ستاكهاوس أكتون
فرانسيس ستاكهاوس أكتون (بالإنجليزية: Frances Stackhouse Acton) المعروفة باسم فاني، هي عالمة نبات وعالمة آثار وكاتبة وفنانة بريطانيَّة، ولدت في 7 يوليو عام 1794، وتوفيت في 24 يناير عام 1881. كان والدها توماس أندرو نايت عالم نبات أيضًا، وشجعها على التعليم وجعلها تشارك في تجاربه العلميَّة. تزوجت من مالك أرض أكبر منها سنًا، ولأن الزوجين لم ينجبا أي أولاد، فقد سعت أكتون إلى التركيز على اهتماماتها في العمارة والآثار عندما توفي زوجها. نقبت أكتون في فيلا تعود للحقبة الرومانيَّة، وبنت بعض الأبنية وساعدت في الحفاظ على مبان أخرى كانت في حاجة للإصلاح. وكان لها اهتمام برسومات الأبنية ونشرت في الأخير كتاباً خيرياً بعنوان "قلاع شروبشير وصروحها القديمة" The Castles & Old Mansions of Shropshire".

## مطلع حياتها

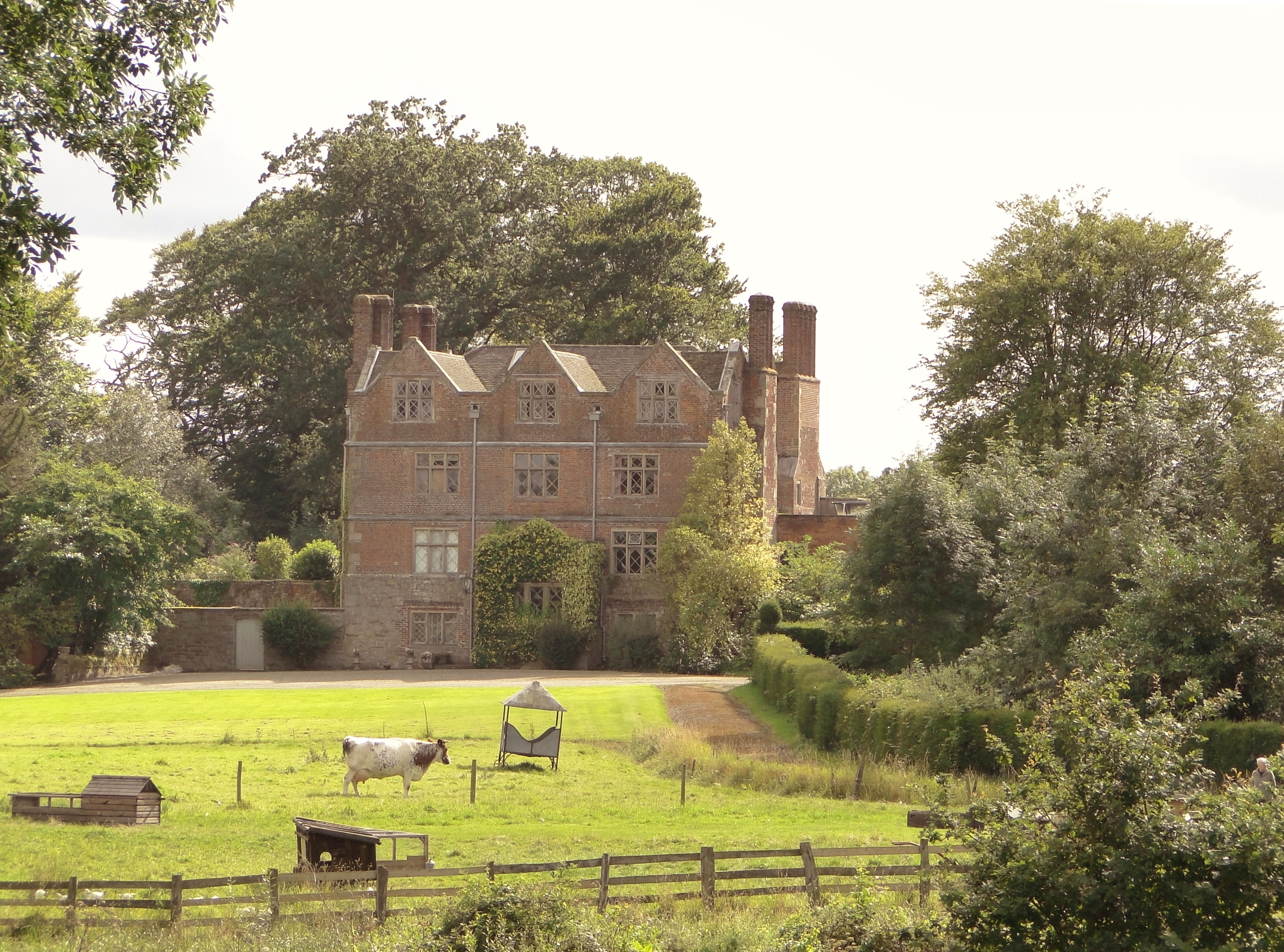
أرض أكتون سكوت هول حيث قضت فرانسيس ستاكهاوس أكتون معظم حياتها

ولدت فرانسيس، المعروفة بفاني، بتاريخ 7 يوليو عام 1794 في إلتون هال الواقعة شمال مقاطعة هيرفوردشير الإنجليزيَّة. والداها هما عالم نبات المرموق توماس أندرو نايت، وزوجته فرانسيس نايت، التي امتلكت عائلتها مزرعة إلتون. كانت الابنة الكبرى للعائلة، ولها أختان، إليزابيث وشارلوت نايت، وأخ يدعى توماس. نحو 1808، انتقلت عائلتها إلى داونتون كاسل في هيرفوردشير، والتي بناها جدها الأكبر ريتشارد وامتلكها عمها ريتشارد بايني نايت. شجع والدها تعليمها وتعليم أخوتها بقوة، وتقول ناقلة عنه: «الساعات التي قضيتها معه، أو في حديقته، ربما تكون من أسعد اللحظات التي أتذكرها».
وتزوجت من توماس بيندارفيس ستاكهاوس وكان عمره 43 عامًا، حينما بلغت 18 ربيعاً في شهر يناير من عام 1812. وعقد حفل زفافهما في كنيسة أولد داونتون في داونتون. انتقل الزوجان إلى أكتون سكوت هال، المملوكة لأم ستاكهاوس، بالرغم من حالتها المتردية. ورث توماس ستاكهاوس أكتون سكوت هال من أمه عندما ماتت في 1834، وأصبح الزوجان السيد والسيدة ستاكهاوس أكتون. مات زوجها في السنة التالية، وورثت ستاكهاوس أكتون المزرعة لأنهما كانا بلا أبناء.

## اهتماماتها
مات زوج ستاكهاوس عندما بلغت من العمر 40 عامًا. لم يكن لها أبناء، لذلك أتيحت لها حرية ممارسة هواياتها. شملت تلك الهوايات عضوية في بعض الجمعيات مثل الرماية ومعاداة تشريح الأحياء أو التبرع بالصخور الكونية للجمعية الملكية الجيوغرافية بكورنوال.

### علم النبات
شجع ستاكهاوس أكتون والدها للدخول إلى علم النبات، وضمها إليه في تجاربه البستانية في مزرعة داونتون كاسل. شرحت أكتون اثنتين من مؤلفات والدها منهما ثلاثة شروحات في Pomona Herefordiensis وبعد سبع سنوات، ساهمت في رسومات التفاح في Herefordshire Pomona واعتُبرت بأنها «عالمة نبات وفنانة في النبات من الطراز الرفيع»، وأثرت على ابنة عمومتها إيميلي وشارلوت ودفعتهم لرسم المواد النباتية.

### علم الآثار
اكتُشفت فيلا رومانية في أراضي أكتون سكوت هال. في عام 1844، نقبت ستاكهاوس أكتون الفيلا، بالإضافة للعديد من البقايا الرومانية الأخرى، وكتبت عن هذا المشروع تفصيلًا إلى عميد هيرفورد. ظهر أن المبنى يرتفع 31 متر وعرضه 12.5 متر  بالإضافة إلى وجود حظيرة تحولت فيما بعد إلى منزل، منها غرف تسخنت باستخدام هيبوكاوستوم، من المحتمل أنه كان منزل للاستحمام. رسمت ستاكهاوس أكتون مخططًا للفيلا شملت تفاصيل لنظام تسخين هيبوكاوستوم. وفي استقصاء في عام 2009 وجد دليلًا على الفيلا ولكن ليس في نفس المكان بالتحديد الذي وصفته ستاكهاوس أكتون.

### الأبنية
كانت الأبنية هي الاهتمام الأساسي لستاكهاوس أكتون. فقد رسمت بصورة متكررة الأبنية التاريخية مثل الأديرة والمنازل الفخمة، وكانت تترك الناس والحيوانات في الصورة غير مكتملين. أصلحت أكتون عددًا كبيرًا من الأكواخ في مدينتها وقامت ببناء مدرسة. كما أنها صنعت حديقة سرية في المحجر حيث قامت ببناء نظام هيبوكاوستوم. بالقرب من الحديقة السرية، قامت ببناء شاليه على الطراز السويسري. كما قضت ستاكهاوس أكتون بعضًا من وقتها في تحديث أكتون سكوت هال، لاستبدال ومد النوافذ، وجلب بعض الأشغال الخشبية من القرن السابع عشر.
كان لها اهتمام خاص بقلعة ستوكيساي، ووقع هذا الاهتمام ضحية اليأس في النصف الأول من القرن التاسع عشر. في 1853 اقنعت المالك، ويليام كرافين، من أجل أن يدفع ثمن استردادها تحت إشرافها. وكانت التكلفة 100 جنيه استرليني (ما يعادل 70,980 جنيه استرليني في 2015). وبالرغم من مجهوداتها في تنظيف وتأمين القلعة، لم تنجح في مقاومة تبديد القلعة وبيعها في نهاية المطاف.

### الكتابات
عندما مات والدها، طلبت أسرته عدة مرات نشر أعماله الكاملة. جمعت ستاكهاوس أكتون تشكيلة من أوراقه وكتبت سيرة ذاتية صغيرة في «مخطط حياته» في المقدمة. ألفت ستاكهاوس أكتون أيضًا كتابًا مرجعيًّا: «قلاع شروبشير وصروحها القديمة The Castles & Old Mansions of Shropshire»، وخصصت عوائده وتبرعت بها إلى مستشفى سالوب الملكي ومستشفى العيون والأذن. اعتُبر الكتاب «قيمًا للغاية» بالنسبة لجمعية التاريخ الطبيعي والأثري لشروبشير.

## إرثها
ماتت فرانسيس ستاكهاوس أكتون في 24 يناير عام 1881 في أكتون سكوت بعمر يناهز 86 عامًا. كان نعيها في «غاردنيز كرونيكل (أو وقائع المزارعين) The Gardeners' Chronicle»، وذكر النعي أنها «كان لها معرفة واسعة بعلوم الجيولوجيا وعلم النبات وزراعة البساتين والأثريات»